# Frampton West End
Frampton West End – wieś w Anglii, w hrabstwie Lincolnshire. Leży 45 km na południowy wschód od Lincoln i 161 km na północ od Londynu.